# El Collell (Collsuspina)
El Collell és una casa de Collsuspina (Moianès) inclosa a l'Inventari del Patrimoni Arquitectònic de Catalunya.

## Descripció
Es tracta d'una casa de petites dimensions coberta per teulada amb aiguavés a les façanes laterals. El material emprat és pobre i així les llindes i la volta del finestral damunt la porta han estat fet en totxana. L'element més interessant es troba a la façana lateral: es tracta d'una volta amb pedra treballada i datada el 1879 tot i que queda tapada per les bardisses. Al davant hi ha una petita quadra i a la part posterior un afegit i antic hort.

## Història
Tot i que sembla que dita casa ja existia al segle xviii no l'hem trobada documentada fins al 1860. La seva antigor, però, és constatada en un estudi per Mn. Pladevall que el relaciona tot formant part de la jurisdicció del castell de Tona segons un fogatge i altres així com en un capbreu de 1643.